# 迪泰諾河
迪泰諾河是意大利的河流，位於西西里島中部，屬於錫梅托河的支流，河道全長105公里，平均流量每秒7立方米，發源自恩納附近山區，流經恩納省和[[卡塔尼亞
省]]。